# Avar Kaganátus
Az Avar Kaganátus a mongóliai eredetű avarok európai birodalma volt a 6. század utolsó harmadától a 9. század elejéig.
A századok során fokozatosan elszegényedő és belháborúkkal sújtott avarságot a 8. század végén Nagy Károly frank birodalmának serege leverte és hatalmas kincset zsákmányolva tért haza. A frank hódítások nyomán nyomán a Kárpát-medence közel három évszázados politikai egysége megszűnt, a 830-as évek után írásos források már nem tudósítanak erről a területről, az itt élő népekről. Az azonban feltételezhető, hogy az avarok maradéka megélte a magyar honfoglalást.

## Az avarok birodalmának története

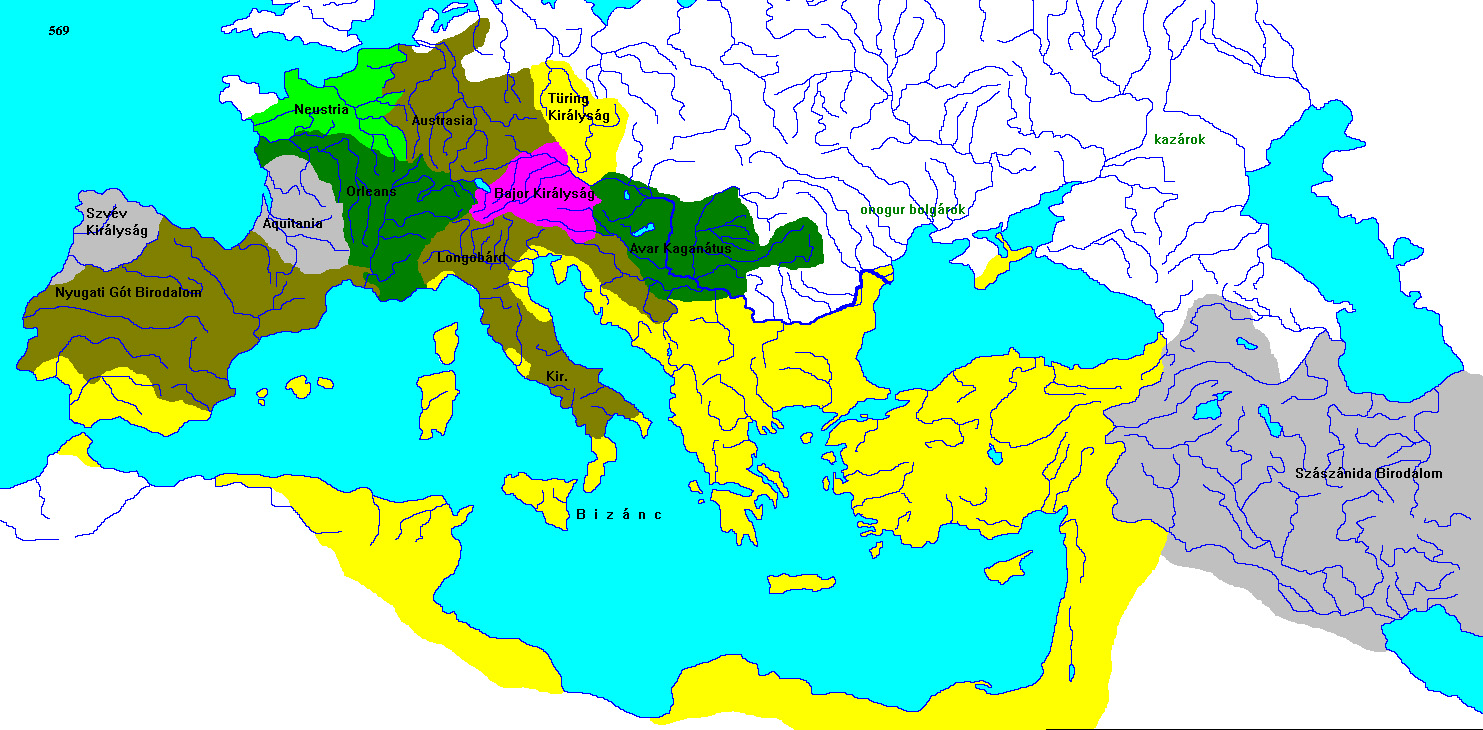
Európa térképe az 569. évben

### Korai avar kor

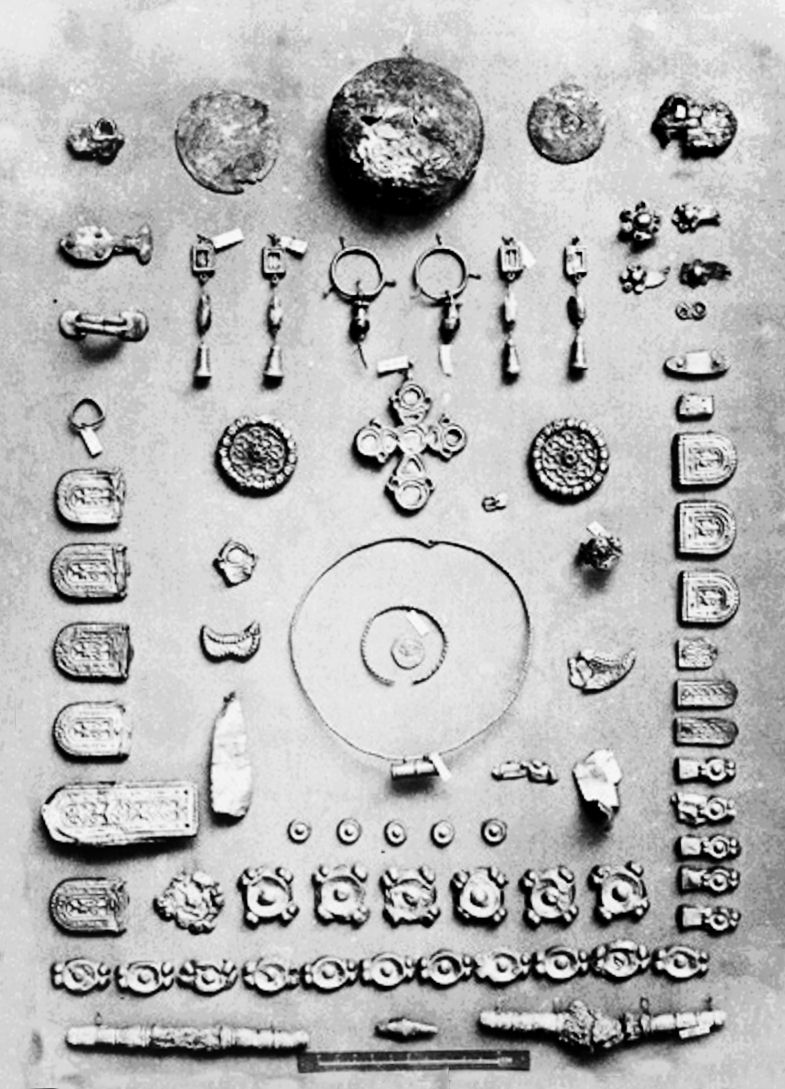
A középső avar korból származó leletegyüttes – Ozora (Tótipuszta) – Klösz György fényképén

Az I. Iusztinianosz, bizánci császár uralkodásának idejében tomboló pestisjárvány, valamint az ismétlődő földrengések a Birodalmat nagyon meggyengítették, úgy gazdasági, mint katonai téren. E körülmény több, keletről induló népmozgás megindulását segíthette.
Az avarok az 555. évben jelentek meg Európában, a Türk Birodalom fennhatósága elől menekülve, amikor – feltételezések szerint – átkeltek a Volgán. Az 558–559. év fordulóján követet küldtek az idősödő bizánci császárhoz, Iusztinianoszhoz. Bizánc és az avarok között a következő megegyezés született: Az avarok harcolnak a lázongó gentes (nemzetek) ellen, cserébe pedig évi járadékot kapnak, és egyéb juttatásokat.
Az elkövetkező húsz évben az avarok, Baján kagán uralkodása idején, a megállapodás szerint hadjáratokat folytattak a szláv antok, a germán gepidák és a bolgár utrigurok ellen, miközben Bizánccal kapcsolatban „inkább a tárgyalás, mint a háborúskodás” álláspontjára helyezkedtek.
Bizánc az avaroknak egészen a 626. évi sikertelen avar hadjáratig évpénzt fizetett, melynek összege 200 000 solidusra rúgott. A bizánciak az avarok segítségével tudták féken tartani nevezett népeket, az avarok pedig, fontosságuk tudatában, egyre több pénzt követeltek, mondván, sokba kerül Bizánc ellenségeinek lecsendesítése. Az avarok elviselhetetlen mértékű követelései végül kenyértöréshez vezettek a 620-as években.
A longobárdok, az avarok szövetségeseként, az 567. évben erőt vettek a gepidákon a Tiszánál. Syrmiumot (Szávaszentdemeter) a gepidák feladták Bizáncnak, így a város az avar támadás után is a rómaiak birtokában maradt. Az avarok ez évben letelepedtek az Erdélyi-medence és a Tiszántúl folyóinak lapályán. A következő év tavaszán, húsvét ünnepét követően, a longobárdok által kiürített Dunántúlt, az egykori Pannonia tartomány területét is birtokba vették. A longobárdok, javaik nagy részét hátrahagyva, a később róluk elnevezett Lombardiába menekültek az avaroktól való félelmükben. Az avarok nagyura ez időben az isteni eredetűnek tartott, korlátlan hatalmú Baján kagán volt, akit a trónon közvetlen leszármazottai követtek.
Az Avar Birodalom megalakítását az 568. évtől számíthatjuk, amikor az avarok a Kárpát-medence kizárólagos uraiként ide helyezték központjukat, s a Kárpát-medencében letelepedett germánok (pl. gepidák), szkíták (pl. a szarmatának is nevezett ászik), szlávok és bolgár török csoportok urai lettek.
A kagán székhelyeként emlegetett avar körgyűrű, a kilenc sánccal körülvett táborhely valószínűleg mese. Az avar vezető réteg a Duna-Tisza közén élt. A kárpát-medencei avar szállásterület egyéb régióiban (Tiszavidék, Dunántúl) változatos genetikai eredetű csoportok éltek. A leletek arra utalnak, hogy a bevándorló avar elit egy biológiai és kulturális szempontból is heterogén helyi (gyakran germán) elit segítségével irányította a sokszínű lakosságot. A genetikai mintázat és a kulturális megjelenés, a sírmellékletek változatosak. A kölkedi nagy avar kori temetőben egy olyan fegyveres férfi maradványait is megtalálták, aki a Kaukázus felé vezető genetikai nyomokkal bírt.
Az avarok a Kárpát-medencébe mint nagyállat-tartók, pásztorkodó nép költöztek be, itt azonban egy évszázad alatt teljesen megváltozott életmódjuk, és gazdálkodásukban a földművelésé lett a vezető szerep.
Az egész Kárpát-medence az övék volt. Hadjárataikat főleg dél felé vezették.
Az 579. esztendőben Syrmiumot ostromolták, s az 582. évben el is foglalták. Sikereik után folytatták Bizánc elleni hadjárataikat szláv szövetségeseikkel karöltve. Az 584–586. évben bevették Singidunum (Belgrád) városát, megszállták Kis-Szkítia (Dobrudzsa) egy részét és Moesia tartományt. Az 586. évben már Thesszaloniké is az övék volt, és nem sokkal később a szlávok elözönlötték a Peloponnészoszi-félsziget nyugati részét. A perzsa frontról visszatérő kelet-római csapatok azonban hamarosan véget vetettek az avarok észak-balkáni uralmának, és a 600–601. évben a Temesközben is sikerrel hadakoztak ellenük.
A 7. század eleje is igen mozgalmas időszak volt a Kárpát-medence történetében. A 612. évben az avarok és horvát szövetségeseik Dalmáciában pusztítottak. A vendek, Szamo vezetésével, önálló birodalmat hoztak létre (623–624.). Nagyjából ez időben horvátok és szerbek költöztek mai hazájuk területére. Szamo halála után a vendek országának jó része újra az avarokra szállt.
A 626–629. évi sikertelen balkáni hadjárat, Konstantinápoly eredménytelen ostroma, illetve a kelet-európai pusztán 630 táján végbement változások fordulópontot jelentettek az avarok életében. Elmaradtak a bizánciak évi járadékai, s a bajokat forrongások tetézték. A türkök hatalma megrendült, hűbéres népeik közül többen az önállóság útjára léptek. A kazárok és a bolgárok is birodalmat szerveztek. Az avaroknak alárendelt bolgárok is (e helyen valószínűleg Kárpát-medencében élő bolgár népességről van szó) szabadulni próbáltak, a harcokban azonban alulmaradtak. Kelet-Európában az utrigurok fejedelme, Kuvrat, elszakította a kutrigurokat az avaroktól, egyesítette a bolgárokat, s megalapította Régi Nagy Bulgáriát. A Balkánon élő szlávok is önálló útra léptek. Az Avar Kaganátus, nehezen bár, de úrrá lett a nehézségeken.
Ekkoriban hatalomváltásra kerülhetett sor. Ezt a rákóczifalvi avar temető is jól mutatja, ahol az addigi vezető nagycsaládok temetkezései egy kivételével megszakadtak és új avar családok léptek a helyükre. A kagánok jelvénye, az onogur-bolgárok méltóságaihoz hasonlóan, az arany álcsatos öv lett. A kagáni székhely ezután valószínűleg mindvégig a Duna–Tisza közén volt. Az egyetlen, gazdagsága miatt kagáninak tartott halomsírt Kunszentmiklós mellett (Kunbábony) tárták fel.

### A késő avar kor

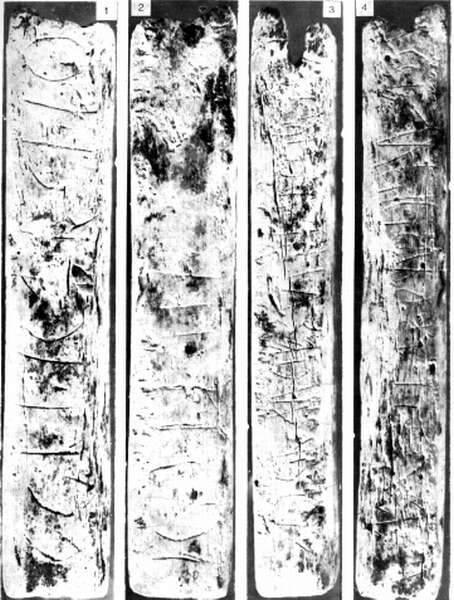
A szarvasi, késő avar kori, hasáb alakú csont tűtartó négy oldalán összesen 59 jelből álló rovásfelirat látható. Ezen írás lényegében megegyezik az 1799. évben talált nagyszentmiklósi kincs edényeire vésett rovásírással

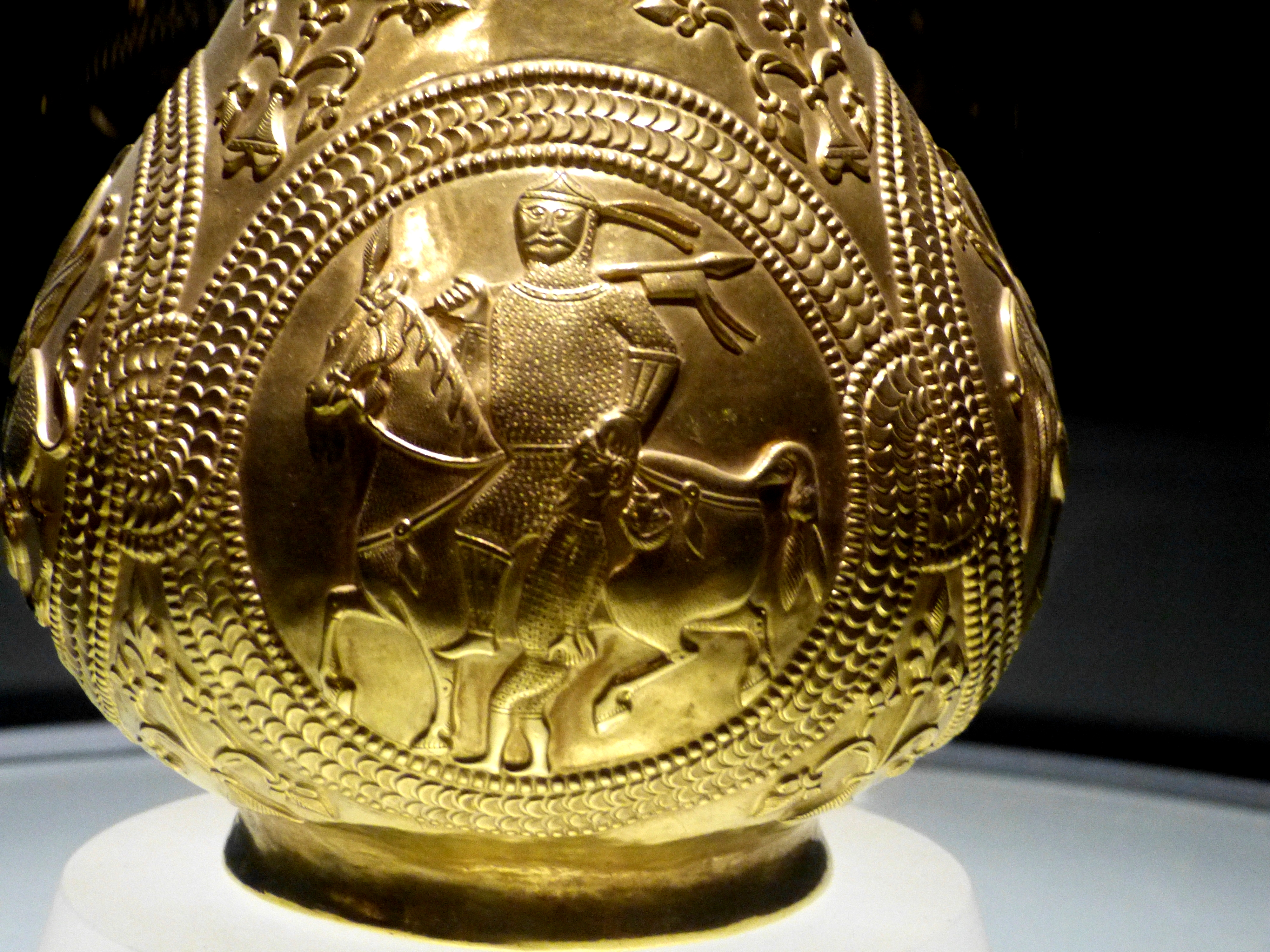
A nagyszentmiklósi kincs egyik korsója

Bolgár és szláv népek vándorlása a 6–7. században

A Bizáncban nevelkedett, patriciusi rangra emelt Kuvrat fejedelem – Hérakleiosz császár barátja – a hatszázharmincas években, a türkök hatalmának lehanyatlása nyomán alapította meg önálló onogur birodalmát. (Lásd még: Onogur-bolgárok, Régi Nagy Bulgária.) Amikor a 660. év táján meghalt, intése ellenére öt fia felosztotta a birodalmat, és óriási kincstárának ama részét, melyet nem helyeztek atyjuk sírjába útravalóként.
Néhány évvel Kuvrat halála után a kazárok leigázták a bolgárokat, s a bolgár fejedelem örökösei – a legidősebb fiú, Batbaján kivételével – elköltöztek a kelet-európai pusztáról. Aszparukh onogur-bolgárjai a már erősen szlávosodó Bulgária magterületét ragadták el Bizánctól a 680–681. évben.
Valamivel később a Balkánon új államot teremtő, onoguroknak is nevezett bolgárok – Aszparuh bolgárjai – beékelődtek Bizánc és az avarok birodalma közé. Ezt követően véget értek az avarok Bizánc elleni hadjáratai. Nagyjából ugyanekkor – 677 áprilisában – új népesség jelent meg a Kárpát-medencében, melyet onoguroknak (uniguri, ungri) neveznek forrásaink. Őket általában Régi Nagy Bulgária népeinek egyik kötelékével azonosítják, de néhányan, a László Gyula által kidolgozott kettős honfoglalás elmélet alapján, a magyarok első bevándorló csoportját látják bennük. Makkay János szerint: „Akik Kuvrat-fia-Kuber vezetésével a Kárpát-medencei területekre leszűkült Aváriába kerültek, azoknak a türk-török nyelvű főemberei-nemesei csatlakoztak a korai avar várkony uralkodó osztályhoz. A velük jött ősmagyar nyelvű közemberek pedig a szolganépek számát növelték.” A Szerémségben letelepedett bolgárok 685. körül fellázadtak avar uraik ellen, menekülniük kellett, s egy balkáni kitérő után végül a dunai bolgárok országába nyertek bebocsátást.
Ide tartozik még ama hír is, miszerint a 732. évben a Közép-Ázsiában visszamaradt avarok küldöttsége részt vett Kültegin, a Második Türk Kaganátus hadurának temetésén. Népük nevét, több más felekezetével egyetemben, az elhunyt főember emlékoszlopára vésték.
A 8. századra az avarok harcias nemeseiből és köznépéből a jól kiépített gyepűk mögött békében élő, földművelő, lakosságának számában roppantul megszaporodott, erős hadsereget fegyverben tartó vagy kiállítani képes Avarország, Onoguria–Hungária lett. A nyugatiak az avarokat hunoknak és (vagy) avaroknak, alkalmanként ungarus-oknak (onoguroknak) címezték. A három név között időnként nem, vagy alig lehet különbséget tenni. Az avarok a hun szövetség kötelékébe, s azon belül az ogurok, onogurok ágazatába tartoztak (lásd alább: Az avarok mint onogurok).
Az avarokat, akik valamilyen okból az Óperencián (Enns határfolyó) túlra kerültek, ungárusoknak (onoguroknak) is nevezték. Az Ungarus vagy Hungarus mint személynév legelső ismert előfordulása nyugati forrásban, jelenlegi tudásunk szerint a 731. év. Nem dönthető el, hogy jelentése még az onogur volt-e, vagy már a magyar (hungarus). (A magyarok szintén a hun szövetség onogur ágazatához tartoztak.) Nem tudjuk tehát megmondani azt sem, hogy az így nevezett férfiú anyanyelve onogur (bolgár török), avagy ősmagyar volt-e. A Corveyi Widukind által (925–1004. körül) írott nyugati forrás szerint Avares quos modo Ungarios vocamus: Az avarok, akiket manapság ungárusoknak nevezünk. Itt már – Makkay szerint – valószínűleg a mai magyarság közvetlen elődeiről van szó. „Magyar” nevű nép létezéséről, mindazonáltal, a nyolcszázharmincas évek előtt nincsen tudomásunk. (Lásd még: Szabarok.)
A Kárpát-medence további sorsát részben a frankok hódításai határozták meg. Nevezettek terjeszkedési politikájának estek áldozatul az itáliai longobárd hercegségek is. A hódítók ellen lázadó germán urak az avaroknál kerestek menedéket a 776. évben. A 787. esztendőben a Frank Birodalom a bajor hercegséget is megtámadta. A bajor uralkodó, III. Tassilo meghódolt, felesége azonban ellenállást szervezett. A longobárdok és bajorok önállóságukat végül elvesztették, ráadásul a bajor–avar–longobárd szövetség létrehozása kiváló ürügyet biztosított I. Károly avarok elleni fellépéséhez.
A frankok az avarokkal első ízben az 562. évben Türingiában hadakoztak. Az Avar Kaganátus szállásterületei a 7. század végén nyugaton az Bécsi-medencéig terjedtek, s azon túl avarjaink gyepű kialakítására, illetve birtokaik gyarapítására, bővítésére törekedtek. A Frank Birodalom viszont kelet felé próbált terjeszkedni. A 770-es évektől határ menti összecsapásokra került sor frankok és avarok között. A 788. évben a frankok bekebelezték Bajorországot, az Ybbs völgyében legyőzték az avarokat, és visszaszorították őket a Bécsi-erdőig.
A 789. évtől a frankok királya már fontolgatta az avarok elleni hadjáratot, s a 790. évi sikertelen követjárás után, a 791. évben meg is indították a hadműveleteket. Az augusztus végén hadüzenet nélkül megkezdett támadásban frank, alemann, szász, thüring és bajor csapattestek, illetve longobárd alakulatok vettek részt. A longobárd szövetségesek a Dráva és a Száva síkján nyomultak előre, a frank sereg pedig a Duna völgyét követve Győrig menetelt. A frank hadak eleinte ellenállás nélkül haladhattak a felkészületlen avarok birtokain, egészen a Bécsi-erdőig, ahol (Tulln és Zeiselmauer között) került sor az első nyílt ütközetre. A támadók győztek, de jelentős veszteségeket szenvedtek, s Károly fiát, Jámbor Lajost az ütközet után hazaküldte.
Kézai Simon többek között ezeket mondja a szóban forgó ütközetről (a Ditrik és Macrinus név e helyen a frankok és longobárdok urait jelenti): „Megismervén tehát a húnok, mennyi és millyen a nyúgoti nemzet fegyvere és lelke, neki bátorodva seregökkel Tulna felé indulának, hogy Ditrikkel és Macrinussal megvívjanak. Kiknek jövetelét a mint Ditrik megértette, velök Czézönmaurnál szembe szálla, s reggeltől délestig olly hevesen és dühösen folyt az ütközet, hogy Béla, Réva és Kadocsa dicső hún kapitányok azon viadalban negyvenezered magokkal elestek. Kiknek testeit is onnan visszavivén az említett bálványkőhöz, többi bajtársaik mellé temették. Elesett azon nap Macrinus is a római seregből s minél több német fejedelem, Ditrik homlokán nyillal halálosan megsebesittetvén és csak nem az egész nyugoti sereg fogságba jutván és megszalasztván.”
Az avarok a csata után visszavonultak, és a „felperzselt föld” taktikájához folyamodtak. A támadó sereg élelem és takarmány nélkül nehezen boldogult. A Duna két partján előrenyomuló csapatokat pedig elvágta egymástól a széles folyó. November elejére nyilvánvalóvá vált, hogy vissza kell vonulniuk. Károly utolsó személyesen vezetett hadjárata a győztes csata ellenére is kudarc volt. Ezután a frankok négy évig nem folytatták a harcot az avarok ellen.
Az Avar Birodalmat azonban ekkor belháború is sújtotta. A főemberek közötti ellentétek megosztották az avarokat. A 795. esztendőben – talán örökösödési viták nyomán – háború tört ki a kagán, azaz a legfőbb méltóság, és a jugurrus (fővezér) címet viselő második ember, illetve hívei között, s a csatározásokban mindkét vezetőt megölték. A harmadik méltóság, a tudun – aki nyugati országrész helytartója, ügyeinek igazgatója volt – meghódolt a frankoknak, s a kereszténységet is felvette. Talán közreműködése révén jutott ellenség kezére a fő avar erődítmény és a kincstár. Erik Friuli hercege , kisebb sereggel behatolt az avarok országába, a kagán székhelyére, és kifosztotta a kincsesházat. Frank–longobárd csapatát a szlavóniai szlávok fejedelme, Wonomir is támogatta. A tizenhat szekéren elhordott javakból jutott Károly király hűbéreseinek is.
A következő, 796. évben jelentős longobárd sereg vonult fel az avarok ellen. Harcokra nem került sor, az avar főemberek, élükön az új fejedelem, meghódoltak. Az avar főurak egy része – az ellenállók – a Tiszántúlra vonultak vissza.
Az avarok hódoltatásának feladatát a frankok királya fiára, Pipinre bízta. A nyugati országrészben a frankok megkezdték az avarok keresztény hitre térítését. Egyházi és világi hatalom eszközeiben nemigen válogatott. A 797. évben az elégedetlenség lázadáshoz vezetett, és a korábban említett helytartó, a 795. évtől a frankok érdekeinek képviseletével megbízott hűbéres úr, állt a felkelők élére. A lázadók megölték Eriket és Gerold, bajor kormányzót. A frankok leszámoltak a pártütőkkel, a 801. évben azonban az avarok újra fellázadtak. A 803. évben a tudun békekötést javasolt, feltételezések szerint azon ok miatt, hogy Krum, bolgár kán délkelet felől megtámadta a független avarok országrészét. A frankok végül úrrá lettek a bajokon, s a 803. évben a nyugati országrész avarjainak vezetői elismerték a frankok királyát uralkodójuknak. A Kárpát-medence peremvidékein ez időtől telepednek meg szlávok nagyobb számban.
Egyes vélemények szerint a Kárpát-medencében az idő tájt hosszan tartó, súlyos aszály pusztított, ez pedig éhínséghez vezetett. E válságos helyzetben támadtak a frankok, először a 796. évben, majd a 803. esztendőben ismételten, s a harcok, illetve a belső bajok végül az Avar Birodalom összeomlásához vezettek.
Krónikáink bevezető szakaszai főképpen Attilára, az európai hunok urára hivatkoznak, a halála utáni események leírása ellenben már az avarok történetéhez tartozik. Kézai Simon például ekként vázolja fel az avar hatalom végnapjait.
Amint Ethele, az avarok fejedelme meghalt, főembereinek körében – Kézai szerint Veronai Ditrik (a frankok longobárd szövetségesei) és a németországi (frank) fejedelmek álnoksága okán – viszálykodás támadt. A józanabbul gondolkodó párt Ethelének Csaba nevű, görög anyától született fiát, az idegenek (a frankok hívei) pedig az anyai ágon frank származású Aladárt kívánták királlyá tenni. A két párt között háborúság ütött ki. Az első ütközetben Aladár és követői alulmaradtak, a döntő csatában azonban Csaba és hívei vereséget szenvedtek. Csaba ezután „tizenötezer hunnal” Bizáncba ment, majd Szkítiába atyafiaihoz. Vérrokonait próbálta rávenni, menjenek vissza az avarok országába, s álljanak bosszút a frankokon.
Az avarok, miután vezérlő fejedelmeiket elvesztették, székhelyieknek, székelyeknek (azaz helyben lakóknak) nevezték magukat, s várták Árpád magyarjainak érkezését. Csaba és egyik fia, Edemen – a magyarokkal, illetve khoraszmiai rokonságával együtt – utóbb visszatért a Kárpát-medencébe.
Kézai tudósítását nem kell betű szerint venni, beszámolójának magvát azonban történelmi tények alkotják. A fejedelem – VII. Kónsztantinosz, bizánci császár szerint „Attila (Αττιλα), az avarok királya” – halála után belháború ütött ki az avarok országában, s a főemberek széthúzása okán – közrejátszhattak ebben a frankok is mint felbujtók – a nép pártokra szakadt. A nyugaton elő néprész meghódolt a frankoknak, s hűbéres fejedelmeinek uralma alatt folytatta életét. A keleti néprész megőrizte függetlenségét, s testvérnépnél, a kelet-európai magyaroknál keresett menedéket. Az avarok utóbb a magyarok köznépévé lettek, s nevüket székhelyire, székelyre változtatták. A khoraszmiai rokonság a kavarokat jelenti, kik az aorsz nevű szkíta törzsből szakadtak ki. Utóbbiak eredetileg Khoraszmia lakói voltak, onnan rajzottak ki az arabok hódításai nyomán.
Egyes vélemények szerint az első magyar nyelvű írásos emlék e korból származik. A Szarvason talált tűtartó rovásfelirata Vékony Gábor szerint magyar nyelven olvasható. Róna-Tas András ugyanakkor az ótörök nyelv alapján fejtette meg a feliratot. Biztosnak tekinthető olvasata – szakemberek szerint – e feliratnak nincs.
Az utolsó csapást, állítólag, Krum, bolgár kán hadjárata jelentette az avarok számára. A bolgárok fő célja azonban nem az avarok politikai és katonai hatalmának végleges megdöntése, hanem emberi erőforrások és az erdélyi aranybányák megszerzése volt. Ezért volt a bolgár hatalmi központ az aranybányák közvetlen közelében, Gyulafehérvárott. Avar kötelékek állítólag a bolgárok segédcsapataként szolgáltak a 811. és a 813. évben Bizánc és a Karolingok háborúiban.
A 827. évben Omurtag, bolgár kán hajóhadat, illetve csapatokat küldött a Duna- és a Dráva-menti területeken mozgolódó szlávok, illetve az őket támogató frank seregek leverésére. A bolgár had a 827. évben, illetve két év múlva egy újabb hadjárat során, legyőzte a frankokat. A bolgárok ez időben foglalták el a Szerémséget, valamint a Délvidéken is egy határ földet, valószínűleg az Alsó-Tisza vidékét és a Maros völgyét. A Duna és a Tisza között, vélhetően a Bácskában – a feljegyzések szerint e helyen egy cozar nevű nép lakott – gyepűt alakítottak ki. A szóban forgó területek a bolgárok kezén maradtak a magyarok bejöveteléig.
Utoljára a 822. évben említtetnek név szerint az avarok, amikor követeik megjelentek a Frank Birodalom  (frankfurti) birodalmi gyűlésén, de ez aligha tekinthető az avarság legutolsó szereplésének. Szőke Béla Miklós szerint továbbra is jelen voltak a Kárpát-medencében.
Az avarok nevét ungari, vuangar stb. alakban is feljegyezték, például Hinkmar reimsi érsek (Annales Bertiniani) a 862. esztendőben. Tudósítását egyesek a magyarokkal kapcsolják össze. Szabados György például lehetségesnek tartja, hogy Árpád magyarjainak előőrsei már a 862. évben megjelentek a Kárpát-medencében. Az onoguroknak, türköknek stb. is nevezett magyarok előőrseiről azonban forrásaink biztosan csak a 881. évben tudósítanak.
Amikor az Altaichi évkönyvek (Annales Altahenses) a Kárpát-medencei hunok megtéréséről beszélnek (865. Gens Hunnorum fiunt Christiani), akkor az avarokról lehet szó.
Avar adófizetőket utoljára a 871. évben említenek az Avar Tartomány vidékéről: „az avarok még mindig bírják a császártól kapott szállásbirtokot”.
Már a honfoglalásnak nevezett esemény utáni időkre vonatkozik a következő hír: „A hun-avarok 903 táján elhagyták a keresztény hitet és a magyarok pogány vallására tértek.” (Wolfgang Lazius, XVI. századi osztrák szerző, egy 1000-ben írt kútfő alapján.)

## Az avarok mint onogurok
Az onogur név alatt nem csupán a magyarokat, hanem a közép-ázsiai és kelet-európai török–szkíta népek tíz népből álló ágazatát kell értenünk, többek között az avarokat is.
Joszip ben Aaron, kazár uralkodó (kb. 960.) így ír e kérdésről Joszip ben Gorionnak címzett levelében (a rabbi afelől érdeklődött, vajon a kazárok zsidók-e vagy sem):
„Kérdeztél minket még levélben is. Milyen népből, milyen családból és milyen törzsből valók vagytok. Tudd meg, hogy Jáfettől származunk, annak fia, Tógarma révén. Őseim nyilvántartásában azt találtam, hogy Tógarmának tíz fia volt: Agiôr, Tirôsz, Avôr, Ugin, Bizel, Tarna, Kazar, Zagur, Balgôr, Szavvir. Mi Kazartól származunk.”
A nevek egy része a másolási stb. hibák miatt biztosan nem azonosítható, illetve olyan népeket jelölhet, melyek eltűntek a történelem színpadáról, más népekhez csatlakoztak stb. Kétség nélkül felismerhető azonban e jegyzékben az ujgurok (Agiôr), a türkök (Tirôsz), az avarok (Avôr), az oguzok, avagy kunok (Ugin), a barszilok, avagy bercelek (Bizel), a kazárok (Kazar), a bolgárok (Balgôr) és a szabarok (Szavvir) neve.
Joszip ben Gorion (Pseudo Josephus) e levél alapján – kiegészítvén tartalmát saját ismereteivel – feljegyzést készített, mely héber és arab másolatban is fennmaradt. A héber szöveg fordítása így hangzik:
„Togármah 10 családból áll, melyektől származtak: Kuzar és Páczinak és Álikánosz és Bulgár és Rágbína és Turkí és Búz és Zábúk és Ungrí és Tílmecz. Mindezek éjszakon laknak és országaik nevök (t. i. e népek nevei) szerint neveztetnek el. És ők Hetel azaz Átel folyói mellett laknak; csak Ungár, Bulgár és Páczinak laknak a nagy folyó mellett, melynek neve Dubni.”
A felsorolt népnevek között kétség nélkül felismerhető a kazárok (Kuzar), a besenyők (Páczinak), az ászik, avagy alánok (Álikánosz), a bolgárok (Bulgár), a varégok (Rágbína), a türkök (Turkí), az úzok, avagy kunok (Búz), a szabarok (Zábúk), a magyarok (Ungrí) és a talmácsok (Tílmecz: a besenyők egyik törzse).
Fent nevezett kazár uralkodó Hászdái ibn Sáprut részére is hasonló tartalmú, héber nyelven írt válaszlevelet küldött.
„Te azt kérdezed leveledben – mely népnek, mely nemzetségnek és mely törzsnek a fia vagy? – tudd meg tehát, hogy Japhet fiától és Thogarma nemzetségéből származom. Őseim genealogiai irataiban azt olvasom, hogy Thogarmának tíz fia született, kikenek következő neveik voltak:
1. a legidősebb Ujur,
2. a második Tauris,
3. a harmadik Avaz,
4. a negyedik Uguz,
5. az ötödik Bizal,
6. a hatodik Tarma,
7. a hetedik Khazar,
8. a nyolczadik Jamur,
9. a kilenczedik Bulgar,
10. a tizedik Savir,
Jó magam Khazartól, Thogarma hetedik fiától származom.”
E felsorolásban kétség nélkül felismerhető az ujgurok (Ujur), a turkok (Tauris), az avarok (Avaz), az oguzok, avagy kunok (Uguz), a barszilok, avagy bercelek (Bizal), a kazárok (Khazar), a bolgárok (Bulgar) és a szabarok (Savir) neve.
Theophülaktosz Szimokattész szerint az 584–585. évben a közép-ázsiai türk uralom elől menekülő szkíta avar törzsek – tarniakh (Ταρνιάχ), kotzagéroi (Κοτζαγηροί), zabender (Ζαβενδέρ) – csatlakoztak a Kárpát-medencében letelepedett avarokhoz. A kazár uralkodó leveleiben említett Tarna (Tarma) és Zagur (Jamur) név talán ezek közül kettőre – Tarniakh (turna: daru, turnlar: darvak), Zabender (zemenler: szemények) – hivatkozik.
Valószínűleg forrásaink egyike sem adja vissza pontosan a történelmi valóságot. A varégok (e helyen a vikingek által megszervezett kelet-európai szlávok) például aligha tartoztak az onogurok kötelékébe.

## Eltűnés vagy továbbélés
Az avar népesség a Dunántúl és a mai Horvátország egyes részein fennmaradt a 10. századig.
„Hol és mennyi idővel élte túl a Közép-Duna-medencében a 800 körüli éveket az avarság? … A Dunántúlon legalább a 870-es évekig, a magyar Alföldön Árpád honfoglalásáig, Horvátországban pedig a 950-es évekig éltek avarok.” (Olajos Teréz: Az avar továbbélés kérdéséről)
Olajos megállapítását támogatja Takács Miklós, illetve Kovačević munkája is: Horvátországban, ez idő tájt, az avarok megszállták az Adriához vezető utakat. Az avarok – emellett kardoskodik Szőke Béla Miklós – nagy tömegben maradtak fenn az Alföldön is. Makkay János szintúgy osztja e véleményt.
Szóértelmezési vita bontakozott ki a Regino prümi apát említette "Pannoniorum et Avarum solitudines" körül. Szabados György szavaival: "Regino, prümi apátnak a 908. évben befejezett krónikája „pannónok és avarok pusztáin” (Pannoniorum et Avarum solitudines) kóborló magyarokat említ. Korábban a solitudo kifejezést elhagyatott pusztaságnak értelmezték, ám Szádeczky-Kardoss Samu érvei alapján az „avarok pusztái” nem lakatlanul hagyott térségek, hanem avarok benépesítette sík vidéknek tekintendők. A solitudo szó Iustinusnál – akinek krónikáját forgatta Regino – túlnépesedő területet jelent, ahonnan időnként tömegek rajzanak ki. Az idézett „Pannoniorum et Avarum solitudines” szókapcsolat Szádeczky-Kardoss szerint „nem az avarok és pannoniaiak lakatlanul hagyott földjeire értendők, hanem mozgó életmódú pannóniaiak és avarok territóriumára, amelyről a bolgár és a morva állam, valamint a karantán őrgróf igazgatása alatt álló frank tartomány határai (fines) elérhetők voltak”."

### Régészeti bizonyítékok az avar továbbélés kérdésében
Madaras László régész tanulmányában megállapítja, hogy a 9. századi avar sírleletek az Alföldről teljesen hiányoznak. Madaras szavaival:
„Az pedig tételesen nem igaz, hogy gyarapszik azon temetők száma, amelyek az Alföldön megélik a magyar honfoglalást, esetleg még az Árpád-korban is használják azokat. Magam, aki immáron a negyedik évtizede kutatom ezt a korszakot és ezt a területet, egyetlen egy ilyen temetőt, vagy telepet sem ismerek.”
„... az Alföld korábbi – 8. századi lakossága – igencsak megfogyatkozhatott a 9. század első évtizedeire. Arra az időre, amikor még vannak griffes-indás sírok a temetők szélein. Ugyanakkor azt is világosan kell látni, hogy mindazon temetőkben, melyekben a régészek 9. századi sírokat említenek, a két időszak sírjainak aránya elképesztő. Jó, ha minden ötven-száz 8. századi sírra jut egy-egy 9. századi.”
Vagyis az avarok – Madaras szerint – eltűntek az Alföldről a 9. századra, ami összefüggésben lehet a kagáni székhely fölprédálásával, az avarokat sújtó belviszállyal és a bolgár hadjárattal. Viszont a dunántúli és horvátországi avarok megérhették Árpád hadainak bejövetelét. Összességében elmondható, hogy az avarság a 9. század elejétől nagymérvű fogyatkozást szenvedett el, megszűnt államalkotó tényező lenni.
Madaras véleményével ellentétesek más kutatók megállapításai. Balogh Csilla szerint az eltérő eredményeket részben a leletanyag keltezésének különbözősége magyarázza. Vagyis a régészek más és más elvek szerint állapítják meg a leletanyag korát, s ekként jutnak más és más eredményre.

## Az avar államszervezet és párhuzamai
Walter Pohl a Kárpát-medence három pusztai birodalmát foglalta a „nem római” világ rendszerébe: a hun, az avar és a 10. századi magyar uralmat. E pusztai birodalmak a Róma utáni idők kormányzatát mintázták, és a kora középkor „nem római” államiságát alkották.

## Avar méltóságok
A birodalom végnapjairól szóló frank tudósításokból ismerjük az avarok méltóságneveit. A legfőbb uralkodó a kagán volt, felesége a katun (a hosszabb kagatun névből; jelentése: kagánasszony). A többi cím a késő avar korban tűnt fel a forrásokban. Talán az új politikai helyzet hozta létre őket. A rangban második a vezér, a jugurrus. (E cím, juγruš alakban, valamivel később a közép-ázsiai karahánidák körében is felbukkant.) A nyugati országrészek irányítója pedig a tudun. A kagán kíséretét tarkanok alkották, és létezett még a kapkan cím is.
Vámbéry Ármin szómagyarázata szerint az elferdített alakban lejegyzett jugurrus cím, illetve kifejezés török eredetű. A törökös jakur, jagur, jaur szó jelentése: jövendölni, jósolni. A tudun – helyesebben tudan – cím magyarázata pedig tudó, figyelő, s gyökere a törökös tud, tuj, duj (tudni, figyelni) szó. A tujun cím Vámbéry szerint a mai időkben papot jelent a törökös népek körében.
A kagán, kán méltósággal kapcsolatban Vámbéry a következőket mondja. A törököknél és mongoloknál ma is használatos fejedelmi cím. Tartalmát mongolból és törökből is le lehet vezetni. A mongol chagh szó jelentése vizsgálni stb. A török gan, kan jelentése bíró, felülvizsgáló, a kaban szóé pedig kan, vadkan (a férfierő jelképe). A katun szó jelentése Vámbéry szerint társ.

## Kárpát-medencei rovás
Az avaroktól származó írott forrás gyakorlatilag nem maradt fenn, de az 1980-as és 1990-es években a rovásírással foglalkozó szakemberek egyre több ismeretet gyűjtöttek (vagy véltek gyűjteni) az Avar Kaganátusban használt Kárpát-medencei rovásírással, és a későbbi időkből ismert székely–magyar rovásírással kapcsolatban. A Szarvas közelében felfedezett csont tűtartón a nagyszentmiklósi aranykincs rovásfelirataival megegyező írás látható. Lásd: Szarvasi rovásfelirat.

## Archeogenetikai kutatási eredmények
Csáky Veronika és munkatársai 2020-ban publikálták tanulmányukat a kárpát-medencei Avar Kaganátus elitjének származásáról, 26 avar kori gazdag sír, köztük a kunbábonyi, feltehetően kagán sírban eltemetett személy maradványainak vizsgálatával. Megállapították, hogy ezek a személyek genetikai kapcsolatban álltak több ősi és modern belső-ázsiai populációval, leginkább a Bajkál-tótól keletre élő burjátokkal. A régészetileg körvonalazott Duna-Tisza közi avar elit egységes származású volt. Az apai felmenők számontartása összetartó erő volt mind társadalmilag, mind területileg. A mitokondriális genetika eredmények azt is mutatják, hogy az avar elit családokból álló csoportokként érkezett a Kárpát-medencébe, és a letelepedés után több generáción át nagyrészt endogám maradt, de kerülték a közeli rokonok egymás közötti házasodását is.  Az avar közösségekben a levirátus gyakorlata érvényesült: a férj halála esetén feleségét a férj rokona vette el.
Guido Alberto Gnecchi-Ruscone és magyar munkatársai 2022-es tanulmányukban feltárták a Duna-Tisza közi avar elit eredetét 66 egyén genomjának vizsgálata révén. Megerősítették, hogy az avar vezető réteg tagjai a mai Mongólia területéről származtak és nagyon gyorsan, összesen mindössze tizenhat év alatt értek a Kárpát-medencébe. 2024-ben egy újabb kutatás fontos genetikai különbségeket tudott kimutatni a Duna-Tisza közi, valamint a tiszántúli (Rákóczifalva) avar leletek, illetve a korai és a közép-késői avar korszak között. A tiszántúli közösségek egy része a kelet-európai szteppékről érkezhetett. Az avarok már a Kárpát-medencébe érkezésük előtt keveredtek más népekkel, és ez a folyamat a letelepedésük után is folytatódott. 